# Kis poszáta

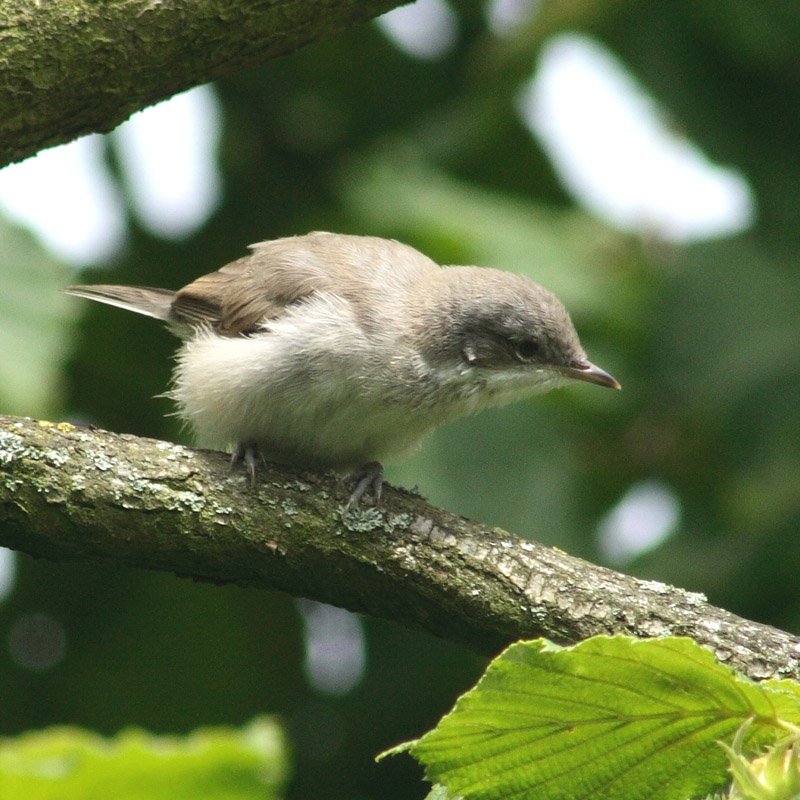

A kis poszáta (Sylvia curruca) a madarak osztályának verébalakúak (Passeriformes) rendjébe és az óvilági poszátafélék (Sylviidae) családjába tartozó faj.

## Rendszerezés
Besorolása vitatott, egyes rendszerezők szerint a Sylvia nembe tartozik Sylvia curruca néven.

## Előfordulása
Európában és Ázsia nyugati és délnyugati részén él. Folyóárterek, erdők mellett lévő bokrok és sövények között lakik.

## Alfajai
- Curruca curruca blythi
- Curruca curruca caucasica
- Curruca curruca curruca
- Curruca curruca halimodendri
- Curruca curruca jaxartica
- Curruca curruca telengitica

## Megjelenése
Testhossza 12–14 centiméter, szárnyfesztávolsága 16–21 centiméter, testtömege pedig 10–14 gramm. A fej oldalai és fülfedői sötétek, olyan mintha álarcot viselne.

## Életmódja
Hernyókat, pókokat és levéltetveket gyűjtöget az ágakon és a leveleken. Hosszútávú vonuló.

## Szaporodása
Májusban a bokrok közé rejti gyökerekből, fűszálakból és tollpihékből készített fészkét. Fészekalja 5 tojásból áll, melyen 11-13 napig kotlik. Egy évben kétszer költ.
|  |

## Kárpát-medencei előfordulás
Magyarországon rendszeres fészkelő, gyakori fajnak számít.

## Védettsége
Magyarországon védett, természetvédelmi értéke 25 000 Ft.